# Express.js
Express.js は、サーバーサイドJavaScriptのNode.jsのWebアプリケーションフレームワークである。シングルページ／マルチページ／混在の各種Webアプリケーションの構築のためにデザインされている。

## 概要
元々の作者はTJ Holowaychukで、Sinatraフレームワークの影響を受けた結果、相対的に小さなフレームワークとなり、多くの機能はプラグインで利用可能な形が取られた。2012年現在、Node.js用フレームワークのデファクトスタンダードとなっており、データベースにMongoDB、バックエンドにExpress.js、フロントエンドにAngularJSを用いた構成はMEAN (MongoDB, Express.js, AngularJS, Node.js) と呼ばれている。
2014年6月、プロジェクトはStrongLoop社の管理下に移行した。2015年9月には今度はそのStrongloop社がIBMに買収され、2016年1月IBMはExpress.jsをNode.js Foundationのインキュベーターに移行することを発表した。その後2019年3月にNode.js FoundationとJS Foundationが合併してOpenJS Foundationが発足したためプロジェクトはその傘下に移行した。

## 導入事例
- ネットフリックス[8]